# Казлаускас, Чарльз
Чарльз Казлаускас (англ. Charles Kazlauskas; 12 ноября 1982, Милуоки, Висконсин, США) — американский футболист и футбольный тренер.

## Биография
Родился в 1982 году в городе Милуоки, штат Висконсин. Начинал заниматься футболом в команде родного города «Милуоки Киккерс», но в 2001 году перешёл в молодёжную команду нидерландского клуба НЕК. На профессиональном уровне дебютировал в начале 2004 года, выступая в аренде за клуб первого дивизиона «Фортуна» (Ситтард). После окончания аренды вернулся в НЕК, в составе которого сыграл 11 матчей в высшей лиге Нидерландов. После ухода из клуба, много лет выступал за команды низших дивизионов «ТОП Осс», «Хелмонд Спорт» и «Де Трефферс». Последним клубом игрока стал «Кёйк», за который он выступал в сезоне 2016/17, после чего завершил игровую карьеру.
В конце игровой карьеры, Казлаускас параллельно работал тренером в команде «Сперо». В 2017 году стал ассистентом главного тренера в юношеской команде «Витесса», но в 2018 году ушёл из клуба.